# VV Stevensweert
RKVV Stevensweert is een op 27 oktober 1940 opgerichte amateurvoetbalvereniging uit Stevensweert, gemeente gemeente Maasgouw, Limburg, Nederland.

## Complex

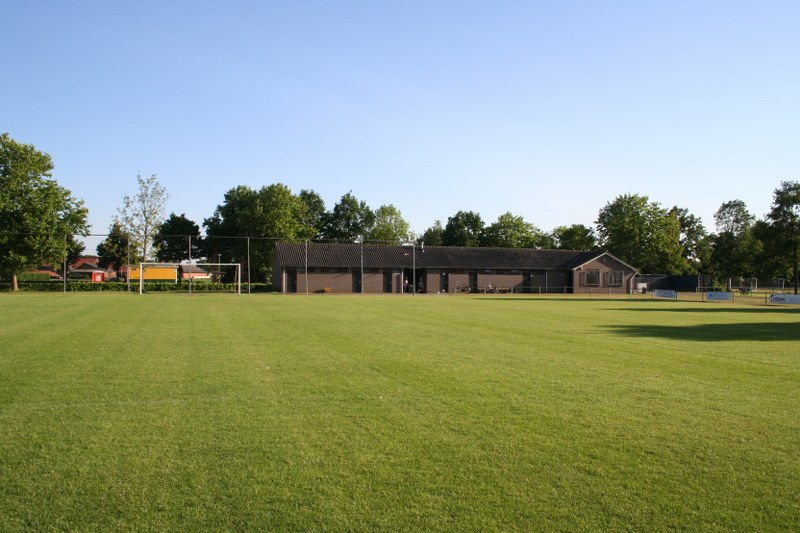
Accommodatie VV Stevensweert

De thuiswedstrijden worden op “Sportpark de Werken” gespeeld. Het complex beschikt over een deels geasfalteerde parkeerplaats. Het clubgebouw heeft vier kleedkamers, twee scheidsrechterslokalen en een kantine. De club beschikte verder over drie voetbalvelden voorzien van drainage en omheining. Deze velden waren allen voorzien van veldverlichting. Op dit moment (2020) beschikt de vereniging nog over een voetbalveld. De overige 2 velden zijn teruggegeven aan de gemeente.
Door de centrale ligging van het complex en de goede staat van de speelvelden werden deze regelmatig gebruikt voor KNVB regiowedstrijden.

## Mannen
Het eerste elftal van de club speelt in het seizoen 2020/21 in de reserve klasse, waarin het uitkomt in de 6e klasse zondag. Daarnaast komt de club nog enkel uit met een +35-team.

### Standaardelftal

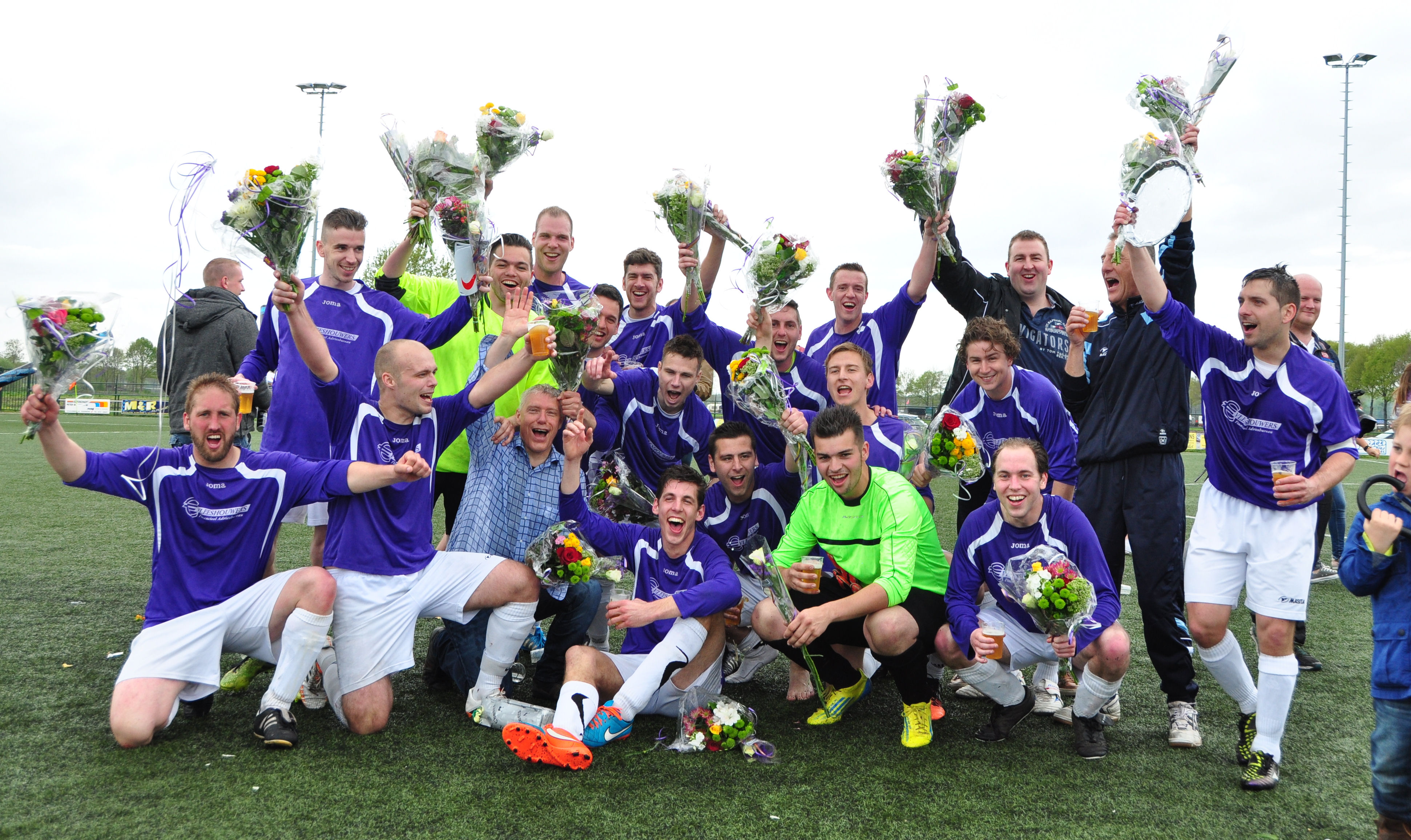
Kampioensfoto H1 2014/2015

Het standaardelftal speelde laatstelijk in het seizoen 2017/18, waar het uitkwam in de Vijfde klasse van het KNVB-district Zuid-II.
Na het seizoen 2001/02 heeft een groot deel van het eerste elftal, dat uitkwam in de Vierde klasse, een punt gezet achter hun voetbalcarrière. Hierdoor ontstond een dringend tekort een spelers om nog een representatief elftal in te schrijven bij de KNVB. Twee seizoenen kwam Stevensweert daarom uit in de Reserve klasse. Door een nieuwe stroom van jeugdige spelers waren er voor het seizoen 2004/05 genoeg spelers om zich wederom in te schrijven voor standaardvoetbal, hier moest worden gestart in de Zesde klasse.
In het seizoen 2013/14 werd een beslissingsduel gespeeld tegen VV GKC om het klassekampioenschap in 6B. Na verlenging behaalde GKC het kampioenschap, Stevensweert promoveerde alsnog via de nacompetitie . Het seizoen 2014/15, warin werd gestart met vrijwel dezelfde selectie, werd afgesloten met het klasse-kampioenschap in 5C, 32 jaar na het klasse-kampioenschap in 4E in het seizoen 1982/83.

#### Erelijst
kampioen Vierde klasse: 1965, 1983
kampioen Vijfde klasse: 2015

#### Competitieresultaten 1957–2018
| 12 4E |

|  |

|  |

|  |

| 3 4E |

| 11 4E |

| 6 4? |

| 9 4E |

| 1 4E |

| 10 3C |

| 10 3C |

| 12 3C |

| 10 4E |

| 12 4E |

|  |

|  |

|  |

| 6 4E |

| 10 4E |

| 12 4E |

|  |

| 5 4E |

| 7 4E |

| 5 4E |

| 8 4E |

| 10 4E |

| 1 4E |

| 2 3C |

| 12 3C |

| 10 4E |

| 5 4E |

| 4 4E |

| 5 4E |

| 9 4E |

| 9 4E |

| 8 4E |

| 6 4E |

| 4 4E |

| 8 4E |

| 11 4E |

| 4 4E |

| 9 4E |

| 8 4E |

| 10 4E |

| 7 4E |

| 14 4D |

|  |

|  |

| 11 6C |

| 11 6C |

| 12 6C |

| 10 6C |

| 6 6C |

| 7 6C |

| 7 6C |

| 4 6B |

| 9 6B |

| 2 6B |

| 1 5C |

| 10 4D |

| 13 4D |

| 11 5C |

2014: de beslissingswedstrijd op 15 mei om het klassekampioenschap in 6B werd bij VV HEBES met 2-3 (na verlenging) verloren van VV GKC.
| Derde klasse | Vierde klasse | Vijfde klasse | Zesde klasse |

In elke staaf van de grafiek staat van boven naar beneden vermeld: 
- Eindnotering

Dit is de positie die de club heeft bereikt in de competitie, zonder eventuele beslissings-, play-off- of nacompetitiewedstrijden die nodig zijn geweest om bijvoorbeeld de kampioen van de competitie te bepalen.
Indien een * achter het getal staat is de notering een tussenstand en kan het zijn dat de notering niet overeenkomt met de uiteindelijke eindstand van de competitie.
Staat er een - dan is het seizoen nog bezig en is er geen definitieve uitslag bekend.
Staat er xx op de positie van de notering, dan heeft de club vroegtijdig de competitie verlaten. Dit kan onder andere komen door terugtrekking van het team, faillissement van de club of door een uitgedeelde straf van de KNVB. In veel gevallen staat elders in het artikel de reden vermeld.
Staat er een ? dan is het resultaat uit het verleden onbekend, en is alleen de competitie of het niveau bekend van dat seizoen.
In de seizoenen 2019/20 en 2020/21 werd wegens de coronacrisis het amateurvoetbal afgebroken. Daardoor kennen deze staven geen eindklassering (middels -- weergegeven).
- Competitieniveau en afdelingsletter of Officiële eindstand Eredivisie
  - Competitieniveau en afdelingsletter

Hierbij geeft het getal het niveau weer, dat ook terug te vinden is in de legenda. De letter is de afdelingsaanduiding en wordt gebruikt wanneer er meer afdelingen zijn op hetzelfde niveau. De afdelingsletter is altijd een hoofdletter en wordt meestal zonder nummer gebruikt.
Voorbeeld: 2F is niveau 2e klasse competitie F.
Het competitieniveau en nummer wordt niet vermeld wanneer er slechts één competitie van dit niveau was.
  - Officiële eindstand Eredivisie (getal staat tussen haakjes vermeld)

Sinds de introductie van play-offwedstrijden voor Europees voetbal na afloop van de reguliere competitie in 2005/06, is de KNVB verplicht een eindstand van de Eredivisie door te geven aan de UEFA aan de hand van deze play-offwedstrijden.
Bij deze eindstand staan clubs die zich hebben gekwalificeerd voor Europees voetbal hoger dan clubs die zich niet wisten te kwalificeren. Indien er geen verschil was tussen de eindnotering en de officiële eindstand, staat dit getal niet vermeld.

- Onderafdeling

Hier staat afgekort de naam van de onderafdeling indien de club in dat jaar in een onderafdeling uitkwam. Tevens staat deze afkorting in de legenda en wordt gelinkt naar het artikel over deze onderafdeling. Deze afkorting wordt alleen vermeld wanneer de club in het verleden in verschillende onderafdelingen heeft gespeeld. Deze vermelding is in de staaf altijd in kleine letters. Deze onderafdelingen zijn na het seizoen 1995/96 afgeschaft. Heeft de club in slechts één onderafdeling gespeeld, dan is dit alleen terug te vinden in de legenda.
Onder de staaf staat het jaartal vermeld waarin het seizoen is afgesloten. 15 verwijst naar het seizoen 2014/15 of eventueel het seizoen 1914/15.
Wanneer een staaf leeg is, zijn deze gegevens niet bekend. Het kan ook zijn dat de club dat seizoen niet heeft meegespeeld op het hogere amateurniveau, vroegtijdig de competitie heeft verlaten of uit de competitie is gezet.

In het seizoen 1944/45 was er wegens de Tweede Wereldoorlog geen regulier competitievoetbal.

#### Ranglijst afgelopen jaren
| Seizoen | Klasse | Rang | Wd | W  | G | V  | Pnt | DV | DT |
| ------- | ------ | ---- | -- | -- | - | -- | --- | -- | -- |
| 1999/00 | 4E     | 10   | 22 | 6  | 5 | 11 | 23  | 24 | 42 |
| 2000/01 | 4E     | 7    | 24 | 10 | 6 | 8  | 36  | 32 | 36 |
| 2001/02 | 4D     | 14   | 26 | 2  | 4 | 20 | 10  | 14 | 76 |
| 2004/05 | 6C     | 11   | 20 | 0  | 2 | 18 | 2   | 15 | 73 |
| 2005/06 | 6C     | 11   | 22 | 2  | 2 | 18 | 8   | 12 | 59 |
| 2006/07 | 6C     | 12   | 22 | 2  | 2 | 18 | 8   | 21 | 73 |
| 2007/08 | 6C     | 10   | 20 | 2  | 4 | 14 | 10  | 24 | 53 |
| 2008/09 | 6C     | 6    | 20 | 8  | 4 | 8  | 28  | 42 | 46 |
| 2009/10 | 6C     | 7    | 24 | 9  | 7 | 8  | 34  | 45 | 38 |
| 2010/11 | 6C     | 7    | 22 | 10 | 2 | 10 | 32  | 52 | 51 |
| 2011/12 | 6B     | 4    | 18 | 8  | 4 | 6  | 28  | 44 | 34 |
| 2012/13 | 6B     | 9    | 22 | 9  | 2 | 11 | 29  | 28 | 33 |
| 2013/14 | 6B     | 2    | 26 | 19 | 5 | 2  | 62  | 71 | 22 |
| 2014/15 | 5C     | 1    | 22 | 17 | 2 | 3  | 53  | 59 | 24 |
| 2015/16 | 4D     | 10   | 26 | 9  | 3 | 14 | 30  | 38 | 58 |

## Vrouwen

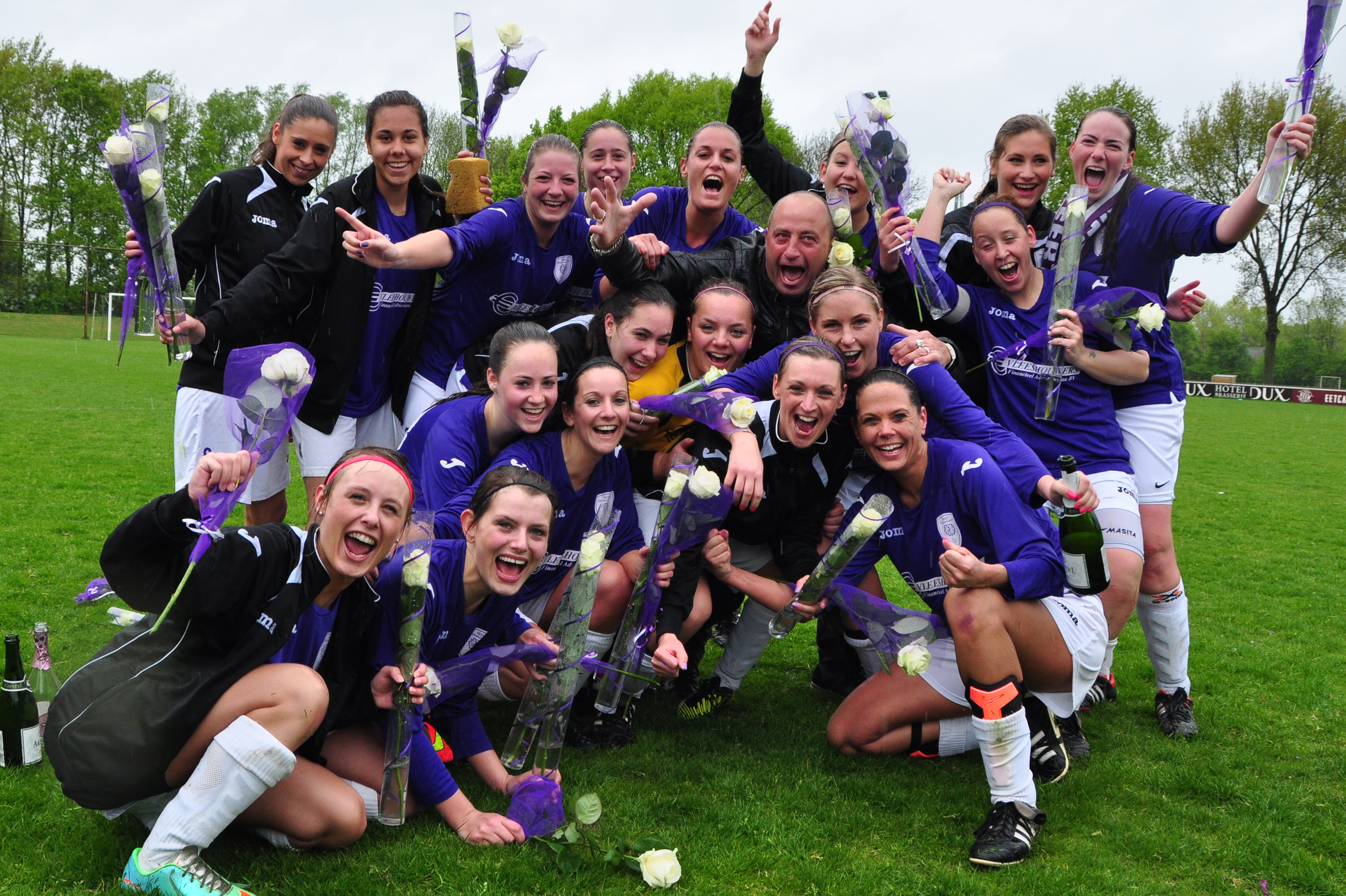
Kampioensfoto VR1 2014/2015

In het seizoen 2009/10 schreef de vereniging voor het eerst een vrouwenvoetbalelftal in voor competitievoetbal. In het seizoen 2011/12 werd hier een 2e team aan toegevoegd, in het seizoen 2012/13 volgde een 3e team. Voor het seizoen 2013/14 werden weer twee team inschreven voor competitievoetbal, en voor het seizoen 2014/15 nog maar één, uitkomend in de 6e klasse. Dit seizoen werd het klassekampioenschap behaald. In het seizoen 2018/19 neemt geen vrouwenelftal meer in competitieverband deel.
VV Linne · VV HEBES · FC Maasgouw · MBC '13 · VV Stevensweert · RKVV Walburgia

Voormalig: SC Brachterbeek · RKVV Maasbracht